# Укиха
Укиха (яп. うきは市 Укиха-си) — город в Японии, находящийся в префектуре Фукуока. Площадь города составляет 117,55 км², население — 30 499 человек (1 августа 2014), плотность населения — 259,46 чел./км².

## Географическое положение
Город расположен на острове Кюсю в префектуре Фукуока региона Кюсю. С ним граничат города Куруме, Асакура, Яме, Хита.

## Население
Население города составляет 30 499 человек (1 августа 2014), а плотность — 259,46 чел./км². Изменение численности населения с 1980 по 2005 годы:
| 1980 | 36 762 чел. |  |
| 1985 | 36 845 чел. |  |
| 1990 | 35 910 чел. |  |
| 1995 | 35 179 чел. |  |
| 2000 | 34 045 чел. |  |
| 2005 | 32 902 чел. |  |

## Символика
Деревом города считается хурма, цветком — Lycoris radiata, птицей — обыкновенный зимородок.